# NGC 2611
NGC 2611 (другие обозначения — ZWG 119.127, PGC 24121) — спиральная галактика в созвездии Рака. Открыта Альбертом Мартом в 1865 году.
Галактика является крупнейшей в своей группе, в галактике происходит вспышка звездообразования. В её спектре присутствуют линии многократно ионизованных элементов, таких как Si III/IV, C IV, N V, O VI. Практически на том же луче зрения — в 2,5 угловой минуты — но значительно дальше, чем галактика, находится квазар PG 0832+251.
Этот объект входит в число перечисленных в оригинальной редакции «Нового общего каталога».